# 무학산 (경남)
무학산(舞鶴山)은 대한민국 경상남도 창원시 서쪽의 마산회원구와 마산합포구를 병풍처럼 둘러싸고 있으며, 크고 작은 능선과 여러 갈래의 계곡으로 이루어진 낙남정맥의 산이다. 특히 동쪽의 서원곡 계곡이 무성한 수목과 경관으로, 창원 시민들이 즐겨 찾는 휴식처가 되고 있다. 옛 마산시에서 관광객 유치 홍보를 위해 선정한 9경(景) 5미(味) 중 9경의 하나이기도 하다.
신라 말기에 이곳에 머무르던 최치원이 산을 보고는 학이 나는 형세라고 했다고 해서 이때부터 무학산으로 불렀다고 하며, 원래 이름은 풍장산이었다고 한다. 마산시내 어느 곳에서도 쉽게 무학산을 등산할 수 있는데, 700m급의 산이 이처럼 도심과 인접해 있는 경우도 보기 힘들 것 같다.

## 사건ㆍ사고
- 무학산 살인사건

### 무학산 산불
0.3ha를 태우고 진화되었다.

## 등산길
- 1코스 : 관해정 - 서원곡 - 서마지기 - 정상 - 남릉 - 대곡산 - 만날고개 - 경남 대학교 : 9km
- 2코스 : 대명사 - 학봉 - 능선안부 - 정상 - 서마지기 - 두척골 - 경남농축 : 7.5km

## 볼 만한 곳
- 산 전체로 넓게 퍼진 진달래꽃
- 돝섬 유원지

## 같이 보기
- 한국의 산
- 낙남정맥